# Comisión estatal para la supervisión y administración de los activos del Estado
La Comisión estatal para la supervisión y administración de las activos del Estado (SASAC) (del inglés: State-owned Assets Supervision and Administration Commission) es una agencia especial del Consejo de Estado de la República Popular China que tiene la responsabilidad de supervisar, en nombre del Estado, a las empresas donde el Gobierno de China tiene participación accionaria.
La Comisión fue creada en 2003 por decisión del Congreso General del Partido Comunista de China, con el objetivo de establecer una separación clara entre la supervisión y la administración de las empresas donde el Estado tiene la mayoría accionaria. Actúa en nombre del Estado como un inversor particular.